# Skrewdriver
Skrewdriver (c англ. (искаж.) — «Отвёртка») — британская рок-группа, основанная в 1976 году музыкантом Яном Стюартом Дональдсоном. Позднее стала поддерживать идеологию НС-скинхедов «White Power» («Власть белых»).

## История
Ян Стюарт Дональдсон организовал группу под впечатлением концерта Sex Pistols в Манчестере. До этого его малоизвестная группа Tumbling Dice исполняла кавер-версии Rolling Stones. Дебютный сингл группы You’re So Dumb (студия Chiswick Records) вышел в 1977 году. Из-за участия музыкантов в нескольких драках группе было запрещено выступать в Лондоне. Skrewdriver выступает преимущественно в Манчестере. В конце 1979 года группа распалась.
В 1982 году группа была воссоздана благодаря финансовой поддержке со стороны «Национального Фронта» — правой политической партии. Группа подписывает контракт с немецким лейблом Rock-O-Rama Records, входит в движение «Рок против коммунизма» (R.A.C.). Сам Дональдсон активно взаимодействует с группировкой «Британское движение» (British Movement). Его близкий друг Никки Крейн выступал в качестве главы службы безопасности, обеспечивая порядок во время проведения концертов.
В 1984 году выходит альбом Hail the New Dawn (Да здравствует новый рассвет). Следующим альбомом стал Blood & Honour (Кровь и Честь), причём Дональдсон в это же время попадает в тюрьму за участие в драке с африканцами. В тюрьме Дональдсон пишет песни для нового альбома White Rider. Однако вскоре Дональдсон отказывается от сотрудничества с Национальным Фронтом. Он запускает собственный проект — группу The Klansmen, но продолжает выступать со Skrewdriver.
Популярность группы растёт в Европе, особенно в Германии.
В 1992 году во время концерта Skrewdriver произошли серьёзные столкновения наци-скинхедов с участниками леворадикальных группировок. 24 сентября 1993 года Дональдсон погиб в автокатастрофе.

## Дискография
Skrewdriver
- 1977 — All Skrewed Up
- 1977 — Live Marquee '77
- 1984 — Hail the New Dawn
- 1985 — Blood & Honour
- 1987 — Boots and Braces/Voice of Britain
- 1987 — White Rider
- 1988 — After the Fire
- 1989 — Warlord
- 1990 — The Strong Survive
- 1992 — Freedom What Freedom
- 1994 — Hail Victory

Ian Stuart
- 1989 — No Turning Back
- 1990 — Slay the Beast
- 1991 — Patriot
- 1992 — Patriotic Ballads
- 1992 — Justice for the Cottbus Six
- 1992 — Patriotic Ballads II — Our Time Will Come

Klansmen
- 1989 — Fetch the Rope
- 1989 — Rebel with the Cause
- 1991 — Rock’N’Roll Patriots

White Diamond
- 1991 — The Reaper
- 1992 — The Power & the Glory